# Дівайд (Колорадо)
Дівайд (англ. Divide) — переписна місцевість (CDP) в США, в окрузі Теллер штату Колорадо. Населення — 143 особи (2020).

## Географія
Дівайд розташований за координатами 38°56′42″ пн. ш. 105°9′43″ зх. д. / 38.94500° пн. ш. 105.16194° зх. д. (38.945006, -105.161949).  За даними Бюро перепису населення США в 2010 році переписна місцевість мала площу 0,87 км², уся площа — суходіл.

## Демографія
Згідно з переписом 2010 року, у переписній місцевості мешкало 127 осіб у 52 домогосподарствах у складі 36 родин. Густота населення становила 146 осіб/км².  Було 56 помешкань (64/км²).
Расовий склад населення:
| - 95,3 % — білих - 2,4 % — азіатів - 1,6 % — корінних американців |

До двох чи більше рас належало 0,8 %. Частка іспаномовних становила 2,4 % від усіх жителів.
За віковим діапазоном населення розподілялося таким чином: 24,4 % — особи молодші 18 років, 66,2 % — особи у віці 18—64 років, 9,4 % — особи у віці 65 років та старші. Медіана віку мешканця становила 43,9 року. На 100 осіб жіночої статі у переписній місцевості припадало 111,7 чоловіків;  на 100 жінок у віці від 18 років та старших — 100,0 чоловіків також старших 18 років.
Цивільне працевлаштоване населення становило 58 осіб. Основні галузі зайнятості: публічна адміністрація — 44,8 %, мистецтво, розваги та відпочинок — 39,7 %, роздрібна торгівля — 15,5 %.